# Physoconops travassosi
Physoconops travassosi är en tvåvingeart som beskrevs av Camras 1955. Physoconops travassosi ingår i släktet Physoconops och familjen stekelflugor. Inga underarter finns listade i Catalogue of Life.